# Moza bint Nasser al-Missned
Moza bint Nasser al-Missned (en árabe: موزة بنت ناصر المسند, Al Khor, 8 de agosto de 1959) es una de las tres esposas y preferida del ex-emir del estado de Catar, Hamad bin Jalifa Al Thani y madre del actual emir Tamim bin Hamad Al Thani.Moza es presidenta de la Qatar Foundation. Figura clave en la política de Catar, a la par que considerada una de las mujeres más elegantes y de mayor influencia del mundo. Desde 1995 ha participado activamente en la educación y reforma social del país. Su influencia ha dirigido el rumbo de las multimillonarias inversiones de la familia Real Catarí, como la adquisición de marcas de alta costura o lujosas propiedades históricas europeas. En 2010, obtuvo el puesto 74.º entre las cien mujeres más poderosas a nivel internacional según Forbes.
Moza es considerada altamente influyente en Catar, supuestamente involucrada en la planificación de un golpe de Estado en 1995 contra el padre de su esposo y desempeñando un papel clave en la decisión de su esposo de ceder el poder a su hijo en 2013. The Guardian la ha etiquetado como "el rostro ilustrado de un régimen profundamente conservador", mientras que algunos la consideran "la gobernante real de Catar" y la "Matriarca del Catar moderno". Bajo el liderazgo de su esposo e hijo, Catar ha mantenido relaciones con países occidentales, incluyendo a Estados Unidos, y ha apoyado movimientos militantes islamistas como los talibanes, Hamás y Jabhat al-Nusra.

## Biografía
Su padre, Nasser bin Abdullah al-Missned (fallecido en 2007) fue un oponente del emir Jalifa bin Hamad Al Thani, padre del anterior emir, su marido. Su familia vivió en el exilio en Egipto y Kuwait, pero regresaron a Catar en 1977, cuando su hija contrajo matrimonio con el entonces jeque (emir heredero).
Graduada en sociología por la Universidad de Catar en 1986, ha sido galardonada como doctor honoris causa por la Universidad de Virginia, Universidad de Texas A&M, Carnegie Mellon University, el Imperial College London y la Universidad de Georgetown.
Según una investigación del Los Angeles Times publicada en julio de 2020, el hijo de Sheikha Moza, Khalifa bin Hamad bin Khalifa Al Thani, fue aceptado en la Universidad del Sur de California (USC) como estudiante transferido desde el colegio comunitario Los Angeles Mission College después de que ella se reuniera con el presidente de la USC, C. L. Max Nikias, en 2012 en Los Ángeles, California, por solicitud del fideicomisario de la USC, Thomas J. Barrack Jr. Ha tenido un papel importante en la apertura de universidades estadounidenses en la Ciudad de la Educación en Doha que alberga universidades norteamericanas en Doha. Apodada "La mujer detrás de la Ciudad de la Educación de Doha" como parte de la estrategia de poder blando de Catar sobre las universidades occidentales.

## Áreas de trabajo

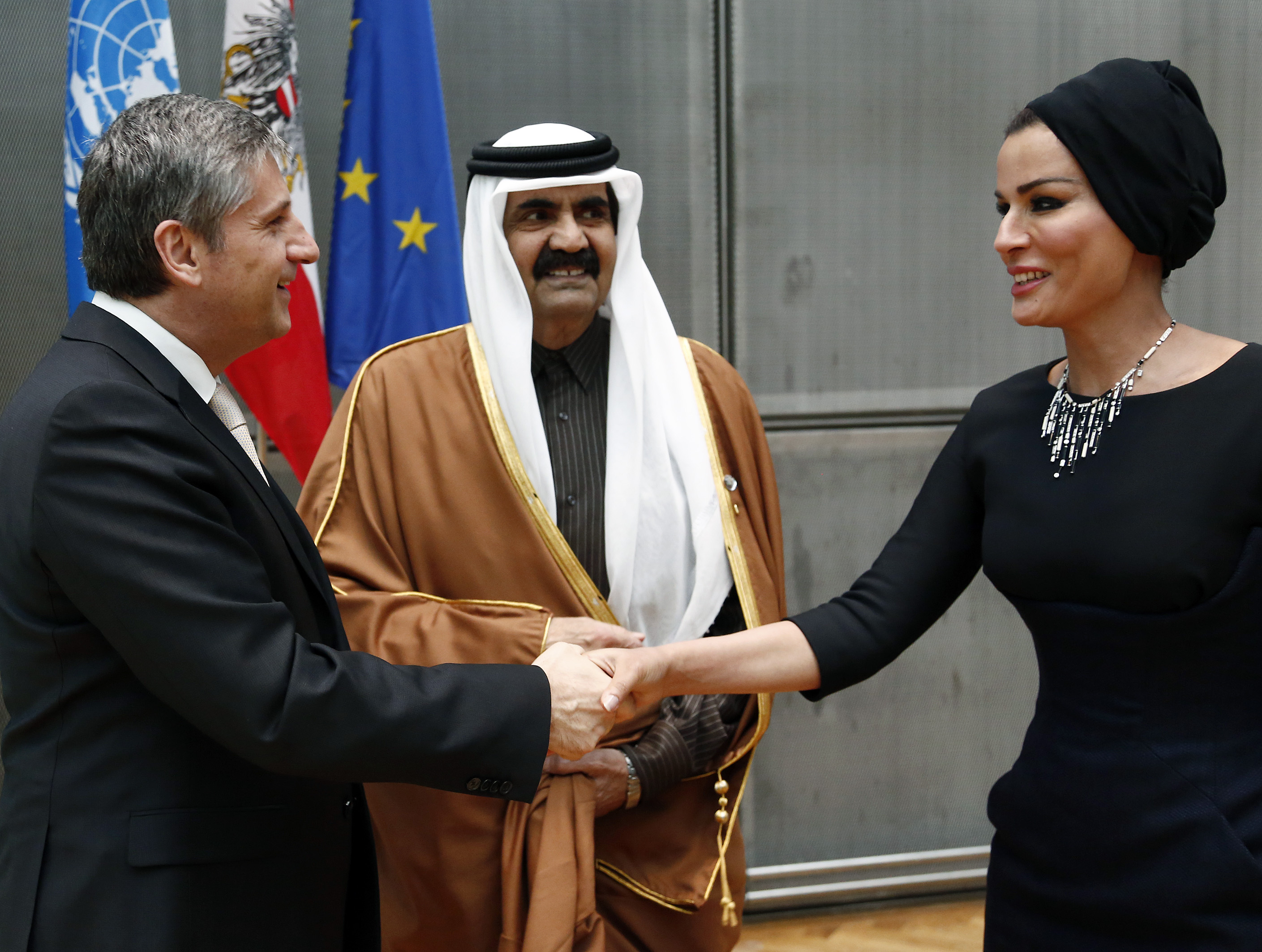
Sheikha Mozah en el 5.º Foro Global, 2013.

En 1995, Hamad bin Khalifa Al Thani asumió el control de Catar a través de un golpe de Estado no violento. Algunos sugieren que Moza estuvo involucrada en la planificación de este movimiento.
Ha participado activamente en la educación y la reforma social de Catar en los últimos años. Es presidenta de la Fundación Qatarí para la Educación, la Ciencia y el Desarrollo de la Comunidad, conocida también como Qatar Foundation, organización no gubernamental fundada en 1995. Esta organización sin fines de lucro fue establecida por su esposo el mismo año en que asumió el cargo de emir.
Es también presidenta del Consejo Supremo de Asuntos de la Familia, una institución gubernamental con el fin de fortalecer el papel de la familia en la sociedad, vicepresidenta del Supremo Consejo de Educación que supervisa una reforma completa del sistema educativo catarí y presidenta de la Fundación Árabe para la Democracia con sede en Doha. 
En 2003, la Unesco la nombró su enviada especial, misión con la que promueve diversos proyectos internacionales para mejorar la calidad y la accesibilidad de la educación en todo el mundo. En junio de 2003, participó en el establecimiento del Fondo Internacional para la Educación Superior en Irak, que se dedica a la reconstrucción de las instituciones de aprendizaje avanzado. En 2005 fue designada miembro del Grupo de Alto Nivel de las Naciones Unidas para la Alianza de Civilizaciones, que fue establecido por el entonces Secretario General, Kofi Annan.
Moza también ha actuado como presidenta de Silatech desde 2008, presidenta de la Fundación Árabe para la Democracia y presidenta del Consejo Supremo de Asuntos Familiares desde 1998. Ha sido vicepresidenta del Consejo Supremo de Educación desde 2002 y fue Enviada Especial de la UNESCO para la Educación Básica y Superior en 2003. En 2002, ella y el ex emir Hamad bin Khalifa Al Thani inauguraron el Colegio de Medicina Weill Cornell en Catar. También es miembro del Consejo de Supervisores de la Facultad de Medicina Weill Cornell. Además, es presidenta del Centro Médico e de Investigación Sidra, un hospital de alta tecnología para mujeres y niños en Doha. También dotó a este centro médico con 7,9 mil millones de dólares.
Trabaja con la ONU para apoyar la educación global y ha sido seleccionada como Defensora de los Objetivos de Desarrollo Sostenible de las Naciones Unidas.
En 2012 fundó la Fundación Educación por Todos (EPT) para mejorar el acceso a una educación de calidad en los países en desarrollo. EPT es socio de UNICEF y UNESCO.
Es propietaria de Le Tanneur, un fabricante francés de artículos de cuero.
En 2007 y 2010, bint Nasser fue incluida en la lista de las '100 Mujeres Más Poderosas' de Forbes. También fue incluida en la lista de las '100 árabes más poderosas' de 2013 a 2017 por Gulf Business.
Ella dijo que no es feminista, su programa EPT, Educación por Todos, requiere que las estudiantes no cataríes que deseen estudiar necesiten una "carta de consentimiento firmada y compromiso por parte del tutor familiar (permitiendo a EPT acceder y confirmar información privada de la familia)".
En 2010, desempeñó un papel clave en la campaña para albergar la Copa Mundial de la FIFA 2022. Niega las acusaciones de corrupción Catarí en el proceso de la Copa Mundial de la FIFA, Catar había pagado 880 millones de dólares a funcionarios y otro personal para apoyar la candidatura de Catar.
En 2011, quedó en segundo lugar en la lista de las Mejor Vestidas Internacionales de Vanity Fair, y en 2015 fue incluida en la Lista del Salón de la Fama de las Mejor Vestidas Internacionales de Vanity Fair.
Como consorte pública del emir, ha representado a Catar en muchos eventos internacionales, incluidas visitas de estado y bodas reales.
Moza está avanzando decididamente en ambiciosas iniciativas destinadas a mejorar el bienestar de las mujeres, los niños y la educación. Está activamente comprometida en la lucha contra la violencia doméstica, abogando por mejores derechos laborales para los niños y esforzándose por mejorar las oportunidades laborales para las personas con discapacidad.
Moza es retratada como una figura prominente e influyente en el Medio Oriente, conocida por su estatus de icono de la moda y sus esfuerzos filantrópicos. Ha estado utilizando activamente su plataforma para criticar a Israel y abogar por Palestina. es descrita por The Jewish Insider como una figura clave en el cambio de imagen de la imagen de Catar, utilizando estrategias de poder blando a través de la filantropía, los negocios y las iniciativas culturales.
Según Vogue, ha adaptado diseños de alta costura para cumplir con las reglas de modestia Cataríes. Ha estado involucrada con Fashion Trust Arabia (FTA), lanzada en septiembre de 2018, que se centra en diseños de moda femenina.
Con su esposo, Moza ha tenido siete hijos en común, dos mujeres y cinco varones, el segundo de ellos es el actual emir, Tamim. En junio de 2013 su esposo abdicó en favor de su hijo Tamim.
En 2017, Moza fue nominada para recibir el Premio Primera Dama Árabe. Su nominación fue retirada por la Fundación de Mujeres Árabes, según informó la agencia de noticias WAM de los Emiratos Árabes Unidos. Según Mohammed Al-Dulaimi, Secretario General de la Fundación de Mujeres Árabes, el retiro se produjo tras acusaciones de que el Gobierno de Catar y sus gobernantes están apoyando y financiando grupos militantes.
Desde 2018 es presidenta de Fashion Trust Arabia (FTA). Es la única iniciativa de su tipo que opera en el mundo árabe, dedicada a encontrar y nutrir a diseñadores talentosos.
En 2020, se publicó un libro titulado "Embarazo y aborto involuntario en Catar: Mujeres, Reproducción y el Estado", que analiza el cambiante papel de las mujeres en la sociedad Catarí y cómo las mujeres Cataríes navegan entre las expectativas competidoras que se les imponen, en las que Sheikha Moza desempeñó un papel esencial al reflejar a la nación como un centro de modernidad árabe, aprovechando las nuevas oportunidades en el trabajo, la política y la vida pública.

## Papel Político
Según informes, Sheikha Moza desempeña un papel significativo en la conformación de la política, sociedad y relaciones exteriores de catar como parte de la estrategia de poder blando del país. Ella posee una influencia considerable y a menudo utiliza su plataforma pública para expresar opiniones políticas firmes. Se dice que tuvo un papel fundamental en la planificación del golpe de Estado de 1995 de su esposo contra su padre, así como en la transición temprana del poder de su esposo a su hijo según algunos informes.
Sheikha Moza ha sido una figura importante en la Fundación Catar, una organización instrumental en la proyección global y el cambio de imagen de catar. Como cofundadora y presidenta de la fundación, contribuye significativamente a fomentar las relaciones internacionales de Catar a través de iniciativas como el establecimiento de campus de universidades occidentales en Catar. Esto se alinea con la estrategia más amplia de Catar de establecer conexiones con estados occidentales a través de la filantropía y las asociaciones educativas. La influencia de Sheikha Moza es evidente en las decisiones estratégicas de la nación y su papel activo en la conformación de la imagen internacional de Catar, especialmente en los ámbitos de la educación y los esfuerzos humanitarios.
En enero de 2024, se lanzó una campaña mediática global con los lemas "Está en tus manos (It's in your hands)" y "Tienes el poder (You Have the Power)". La campaña insta a Su Alteza Moza a utilizar su autoridad e Influencia sobre Hamás para asegurar la liberación de 136 rehenes retenidos por el grupo islamista en Gaza, incluidas mujeres, niños y ancianos, entre ellos ciudadanos de distintos países, entre ellos Estados Unidos Y Argentina.
Moza escribe en línea sobre temas relacionados con el conflicto israelí-palestino. Participando activamente en las redes sociales, se enfoca predominantemente en la situación en Gaza, alineando sus sentimientos con la política Catarí.Tras el ataque de Hamás a Israel el 7 de octubre, durante el cual Hamás masacró a 1200 israelíes, la mayoría civiles, y secuestró a 240 rehenes, incluidas mujeres y niños, Moza publicó una imagen en su cuenta de Instagram de un hombre con la cabeza entre las manos frente a un edificio demolido, acompañada por la leyenda: "Oh Alá, te encomendamos Palestina a ti." Se informó que desde entonces, Moza ha criticado regularmente a Israel en las redes sociales. Ha publicado en Instagram 28 veces desde que Hamás atacó a Israel, en su mayoría sobre la destrucción en Gaza, a menudo repitiendo afirmaciones sobre miles de niños muertos.

## Imagen pública
Debido a sus múltiples roles en la historia reciente de Catar y al liderazgo de la Fundación Catar, Moza ha sido referida como "la gobernante real de Catar".
Según resumió The New York Times en 2018, "Sheikha Moza es objeto de insultos lúgubres, a menudo misóginos, en los medios saudíes, emiratíes y egipcios, donde es retratada como una manipuladora ávida de poder de hombres débiles".

## Descendencia
Casada desde 1977 con el anterior Emir, Hamad bin Jalifa Al Thani. Juntos tienen cinco hijos y dos hijas:
- Jeque Jassim bin Hamad bin Khalifa Al Thani (nacido el 25 de agosto de 1978), heredero de Catar desde el 9 de agosto de 1996 (sucediendo a su medio hermano Mishaal) hasta el 23 de octubre de 2003, momento en que abdicó de su cargo de príncipe heredero en favor de su hermano menor Tamim, alegando que no le interesaba convertirse en emir.
- Jeque Tamim bin Hamad Al Thani, príncipe de Catar (nacido el 3 de junio de 1980), heredero de Catar (2003-2013) y actual Emir de Catar.
- Jequesa Al-Mayassa bint Hamad bin Khalifa Al Thani (nacida en 1983). Fundadora y Presidenta de Catar Museums y Doha Film Institute.
- Jequesa Hind bint Hamad bin Jalifa Al Thani (nacida el 15 de agosto de 1984), directora de la Oficina del Emir desde 2009.
- Jeque Joaan bin Hamad bin Khalifa Al Thani (nacido el 23 de julio de 1986).
- Jeque Mohammed bin Hamad bin Khalifa Al Thani (nacido el 18 de abril de 1988).
- Jeque Jalifa bin Hamad bin Khalifa Al Thani (nacido el 11 de noviembre de 1991).

## Títulos y tratamientos
Esta tabla aún no está actualizada. Puedes contribuir aportando información sobre títulos y tratamientos de esta persona.

## Distinciones honoríficas
- Doctor en Letras Humanas por la Universidad de la Commonwealth de Virginia (2003).
- Doctor en Letras Humanas por la Universidad Carnegie Mellon (2006).
- Dama gran cruz de la Orden al Mérito de la República Italiana (07/11/2007).[60]
- Miembro de la Academia de Bellas Artes (Francia) (2009).
- Dama gran cruz de la Orden del Infante Don Enrique (República Portuguesa, 20/04/2009).[61]
- Dama comendadora de la Excelentísima Orden del Imperio Británico (Reino Unido, 26/10/2010).
- Gran comandante de la Orden de la Defensa del Reino [SMN] (Reino de Malasia, 13/12/2010).[62]
- Dama gran cruz de la Real Orden de Isabel la Católica (Reino de España, 20/04/2011).[63]
- Dama de la Orden de la Sonrisa (República de Polonia, 03/10/2012).[64]
- Medalla conmemorativa de la coronación del Rey Guillermo Alejandro (Reino de los Países Bajos, 30/04/2013).
- Dama gran cruz de la Orden de la Reina Elena (República de Croacia, 20/04/2017).[65]